# Lisa Zimmermann
Lisa Zimmermann (Norimberga, 2 marzo 1996) è un'ex sciatrice freestyle tedesca, vincitrice nel 2014 della Coppa del Mondo di slopestyle.

## Biografia
In Coppa del Mondo ha esordito il 8 febbraio 2013 a Silvaplana (18ª), ha ottenuto il primo podio il 25 agosto successivo a Cardrona (3ª) e la prima vittoria l'18 gennaio 2014 a Gstaad.
In carriera ha partecipato a un'edizione dei Giochi olimpici invernali, Soči 2014 (14ª nello slopestyle), e a due dei Campionati mondiali, vincendo una medaglia d'oro a Kreischberg 2015.

## Palmarès

### Mondiali
- 1 medaglia:
  - 1 oro (slopestyle a Kreischberg 2015)

### Winter X Games
- 1 medaglia:
  - 1 oro (big air ad Aspen 2017)

### Mondiali juniores
- 1 medaglia:
  - 1 oro (slopestyle a Valmalenco 2013)

### Coppa del Mondo
- Vincitrice della Coppa del Mondo di slopestyle nel 2014
- Miglior piazzamento in classifica generale: 8ª nel 2014
- 7 podi:
  - 4 vittorie
  - 3 terzi posti

#### Coppa del Mondo - vittorie
| Data             | Luogo      | Paese       | Disciplina |
| ---------------- | ---------- | ----------- | ---------- |
| 18 gennaio 2014  | Gstaad     | Svizzera    | SS         |
| 22 marzo 2014    | Silvaplana | Svizzera    | SS         |
| 12 febbraio 2016 | Boston     | Stati Uniti | BA         |
| 11 novembre 2016 | Milano     | Italia      | BA         |

Legenda:

SS = Slopestyle

BA = Big air